# Copiapoa echinoides
Copiapoa echinoides es una especie de planta suculenta perteneciente al género Copiapoa, dentro de la familia Cactaceae. Es endémica de Chile (concretamente desde el desierto de Atacama hasta el noroeste de Coquimbo).

## Descripción

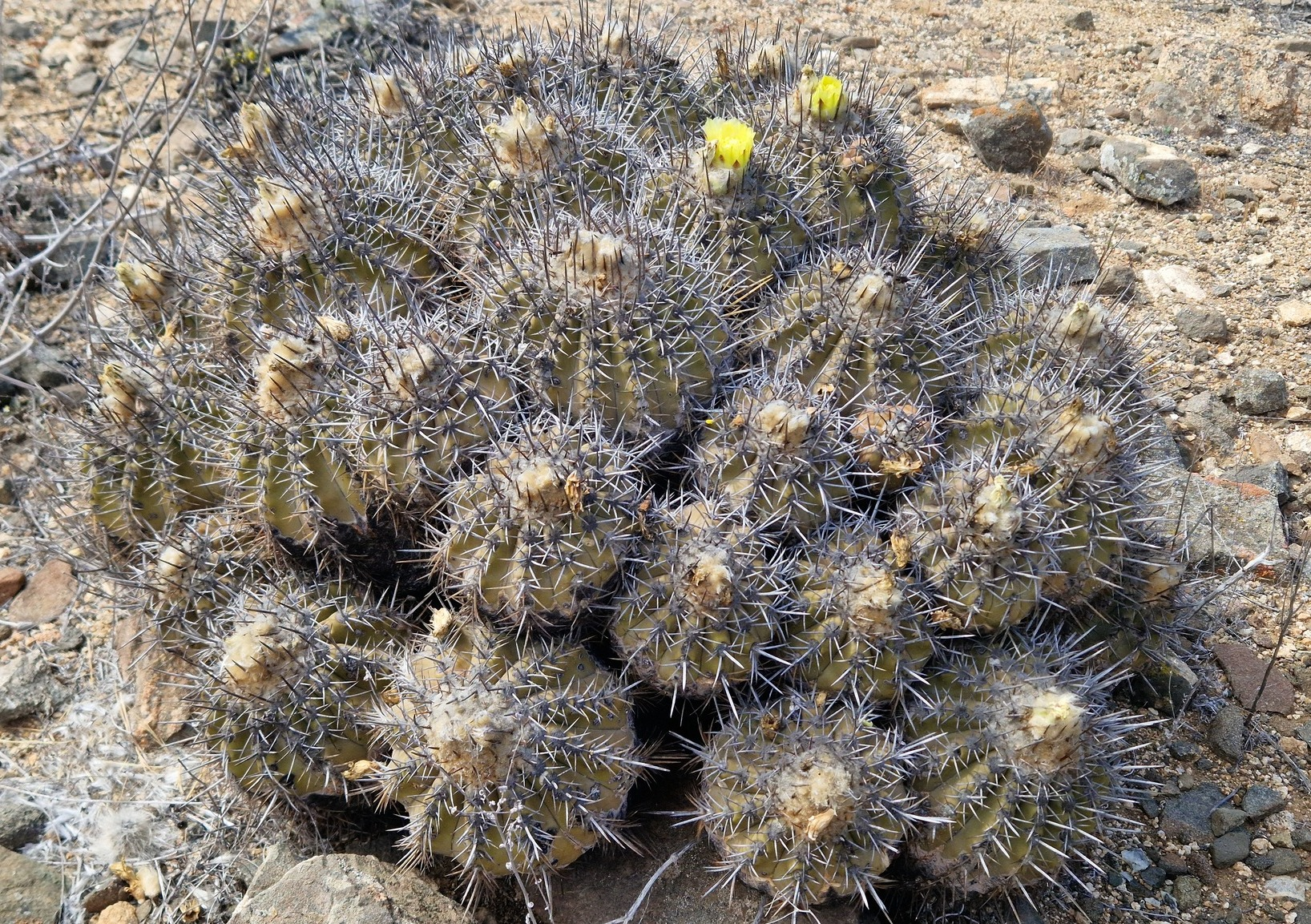
Montículo en flor

Copiapoa echinoides es una especie de cactus que aunque puede crecer de forma solitaria, normalmente forma grandes montículos. Los tallos son de color gris verdoso a marrón, su forma va de globular aplanada a cilíndrica alargada y tienen consistencia dura. Miden menos de 1 m de largo y de 7 a 18 cm de diámetro. Tienen el ápice con lana marrón y sus raíces son grandes y tuberosas.
Normalmente presentan de 9 a 14 costillas redondeadas y rectas, y están ligeramente divididas en tubérculos. Sobre ellas se asientan areolas redondas que miden de 0,5 a 0,8 cm de diámetro, están separadas de 0,2 a 1 cm de distancia, y aunque inicialmente son de color marrón anaranjado, con el tiempo se vuelven grises. Tienen espinas en su mayoría rectas y curvadas hacia arriba, de color negruzco a pardo. Entre ellas se distinguen normalmente de 1 a 4 espinas centrales gruesas, de hasta 3 cm de largo. También tienen de 6 a 10 espinas radiales aciculares, radiantes y de 2 cm de largo. 
Las flores tienen forma de embudo y son de color amarillo pálido. Miden de 3,5 a 4 cm de largo y son perfumadas. Las piezas externas del perianto presentan la punta de color rojo, las brácteas son escamosas y de color marrón rojizo, y las axilas son desnudas.

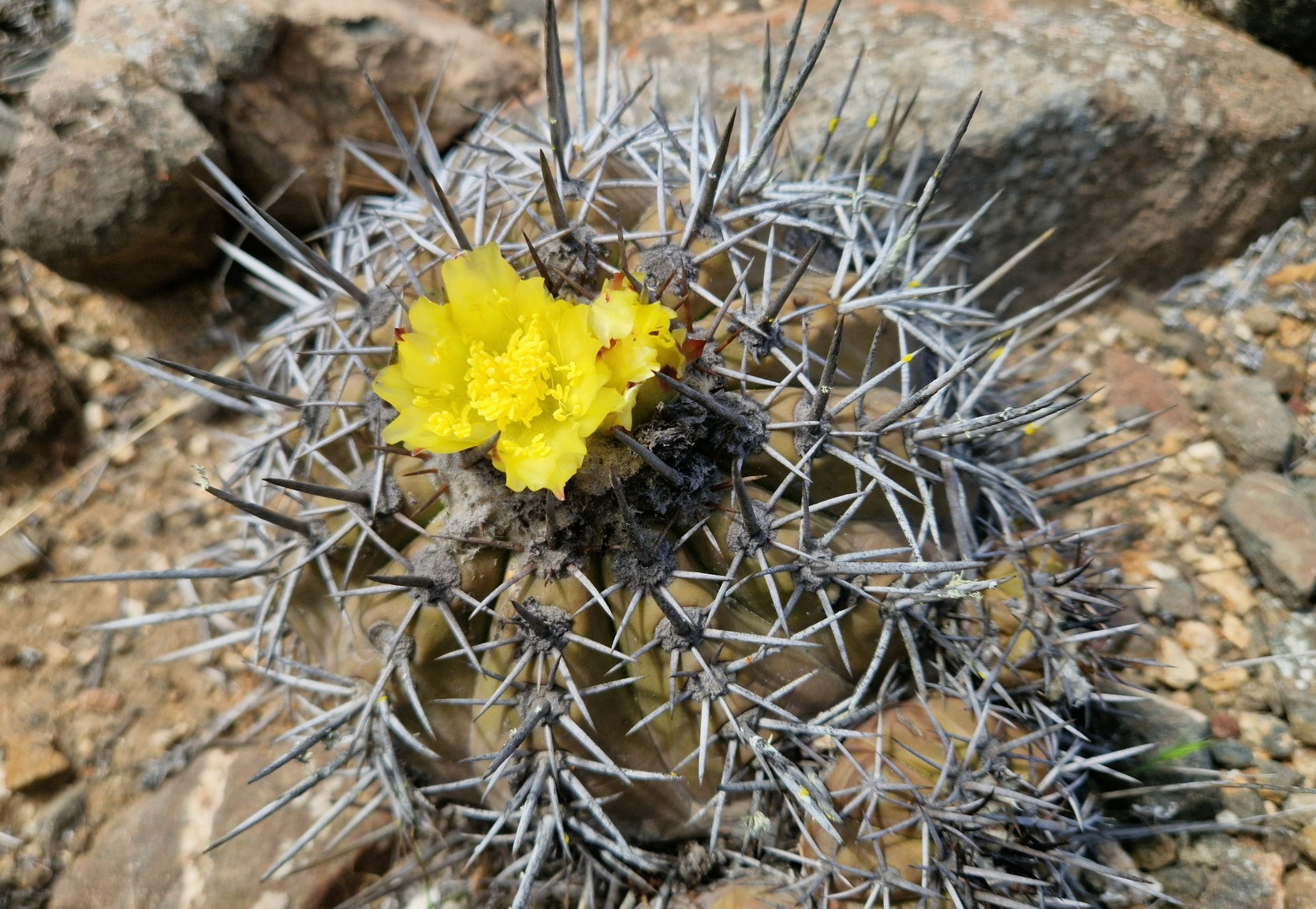
Detalle de la flor

Los frutos son redondos y de color marrón rojizo. Tienen numerosas escamas cerca del ápice y miden hasta 1,5 cm de diámetro. En su interior contienen semillas ovoides de 1,7 a 2 mm de largo y de 1,3 a 1,5 mm de ancho.

## Distribución y hábitat
El área de distribución nativa de esta especie es Chile (concretamente desde el desierto de Atacama hasta el noroeste de Coquimbo) y crece principalmente en biomas desérticos o de matorrales secos. 

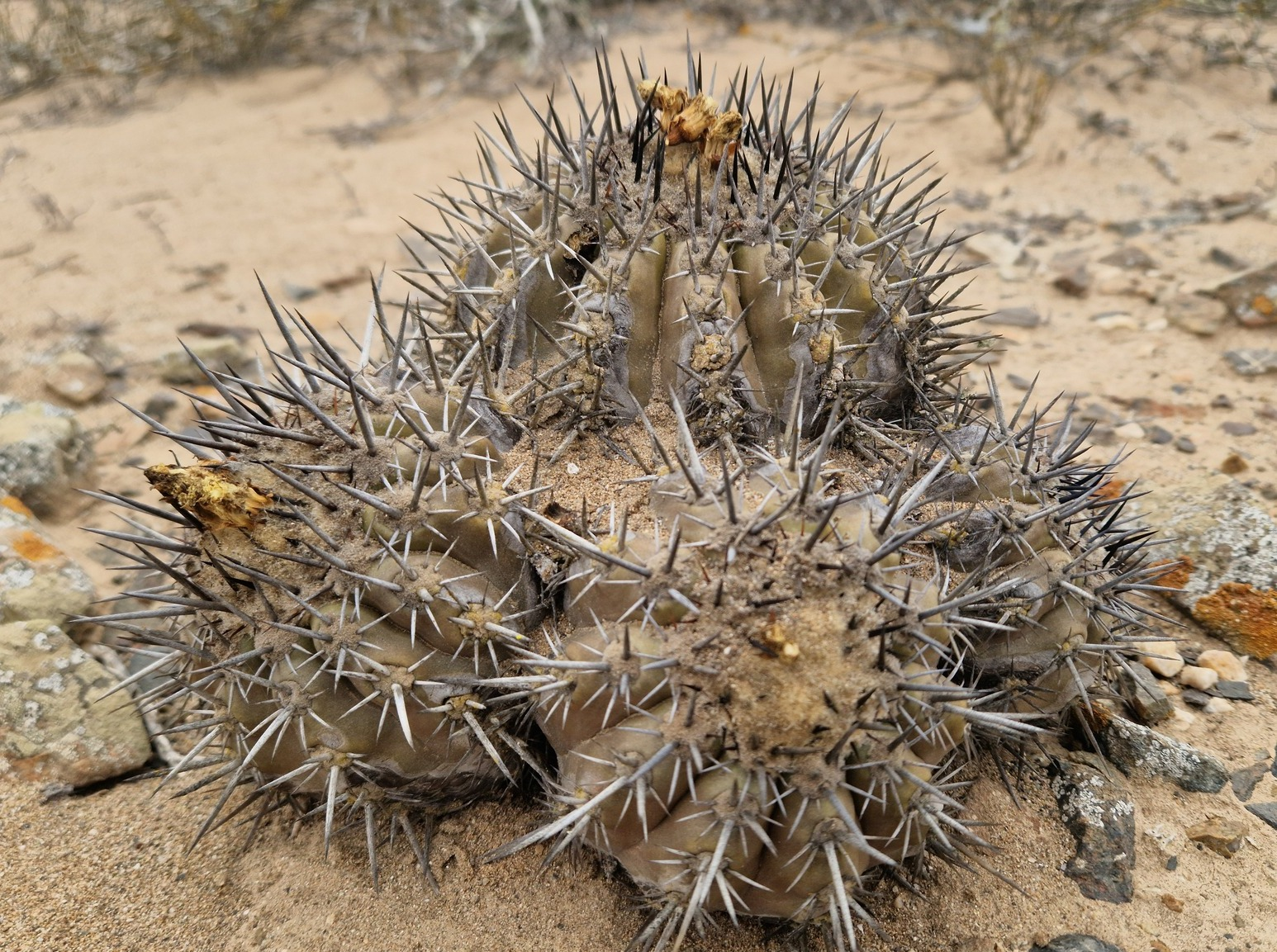
En su hábitat

Se desarrolla en laderas rocosas de lomas costeras de exposición norte, a elevaciones de 0 a 500 metros sobre el nivel del mar. 

## Taxonomía
La primera descripción de esta especie fue como Echinocactus echinoides, publicada en 1845 por los botánicos Charles Lemaire y Joseph zu Salm-Reifferscheidt-Dyck en la revista científica Allgemeine Gartenzeitung 13: 386.
Posteriormente, los botánicos estadounidenses Nathaniel Lord Britton y Joseph Nelson Rose colocaron la especie en el género Copiapoa, pasando a llamarse Copiapoa echinoides y anotando estos cambios en el libro The Cactaceae; descriptions and illustrations of plants of the cactus family 3: 88 en el año 1922.
Etimología
- Copiapoa: nombre genérico que hace referencia a la ciudad chilena de Copiapó, ubicada en el desierto de Atacama, lugar donde se encuentran la mayoría de las especies de este género.
- echinoides: epíteto específico que deriva de las palabras griegas echinos (que significa 'erizo') y oides (que significa 'similar'), haciendo referencia al aspecto de erizo de la especie.[6]

### Variedades
Actualmente se distinguen dos variedades:
| Imagen | Variedad                                              | Descripción                              | Distribución                                                       |
| ------ | ----------------------------------------------------- | ---------------------------------------- | ------------------------------------------------------------------ |
|        | Copiapoa echinoides var. cuprea (F.Ritter) A.E.Hoffm. | Epidermis de color cobrizo               | Norte de Chile (desierto de Atacama)                               |
|        | Copiapoa echinoides var. echinoides                   | Epidermis de color gris verdosa a marrón | Chile (desde el desierto de Atacama hasta el noroeste de Coquimbo) |

Sinonimia
- Sinónimos de Copiapoa echinoides var. cuprea:
  - Copiapoa cuprea F.Ritter (1959)
  - Copiapoa echinoides subsp. cuprea (F.Ritter) M.H.J.van der Meer (2022)
  - Copiapoa griseoviolacea I.Schaub & Keim (2010 publ. 2011)

- Sinónimos de Copiapoa echinoides var. echinoides:
  - Copiapoa bridgesii (Pfeiff.) Backeb. (1959)
  - Copiapoa cupreata (Poselg. ex Rümpler) Backeb. (1959)
  - Copiapoa dura F.Ritter (1963)
  - Copiapoa macracantha (Lawr.) Meregalli  (1991 publ. 1992)
  - Copiapoa marginata var. bridgesii (Pfeiff.) A.E.Hoffm. (1989)
  - Echinocactus bridgesii Pfeiff. (1846)
  - Echinocactus cupreatus Poselg. ex Rümpler (1886)
  - Echinocactus macracanthus Salm-Dyck (1850)
  - Echinocactus salm-dyckianus Pfeiff. (1846)
  - Echinofossulocactus macracanthus Lawr. (1841)
  - Hildmannia cupreata (Poselg. ex Rümpler) Kreuz. & Buining (1941)
  - Neoporteria tuberisulcata var. cupreata (Poselg. ex Rümpler) Donald & G.D.Rowley (1966)

## Estado de conservación
En la Lista Roja de Especies Amenazadas de la UICN, la especie está clasificada como “Vulnerable (VU)”.
Las principales amenazas que sufre la especie se deben al deterioro del hábitat por efecto de la disminución en las precipitaciones por el cambio climático, la recolección ilegal para las colecciones internacionales, la construcción de caminos y la minería.

## Usos

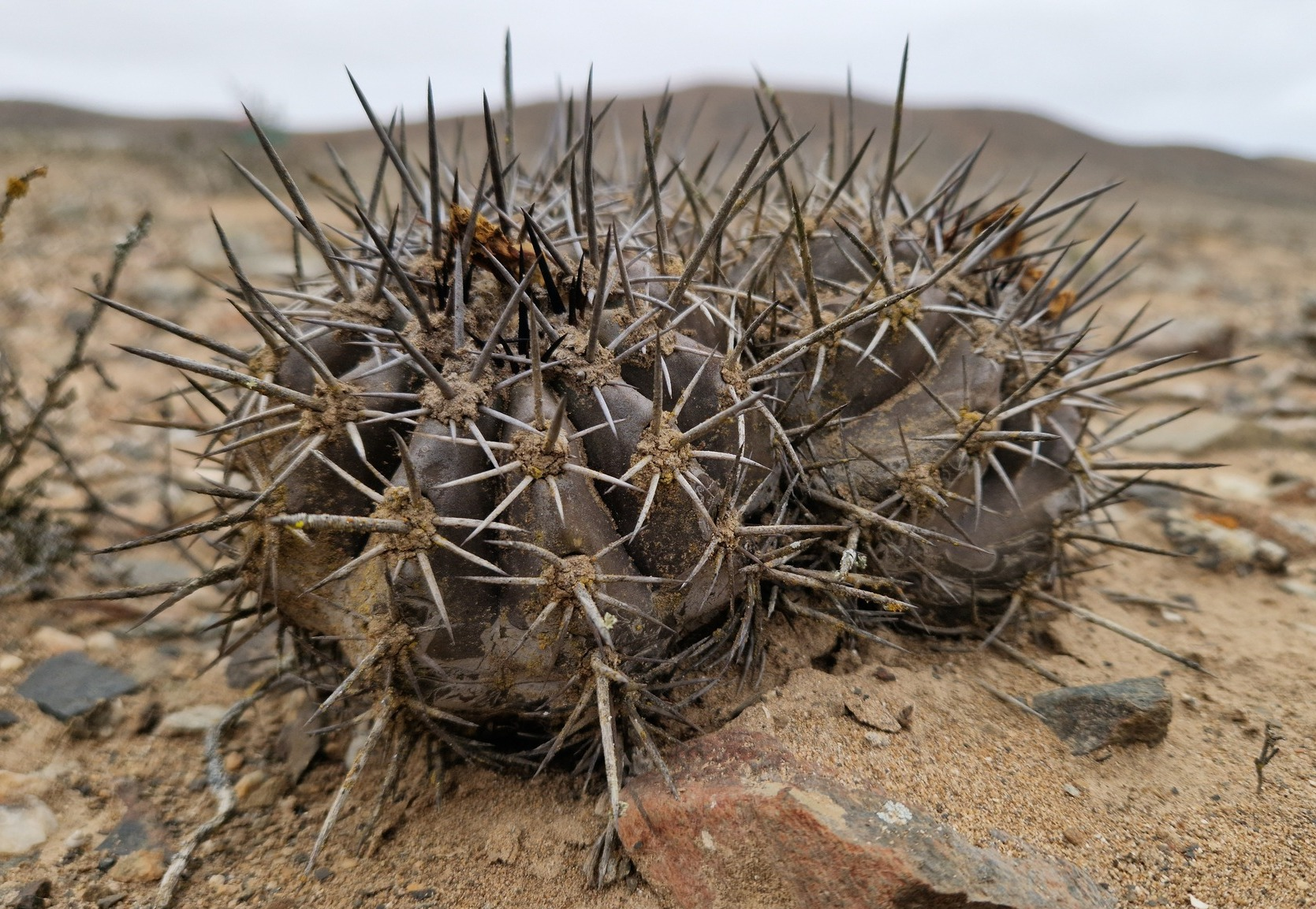
En su hábitat

Se cultiva principalmente como planta ornamental y su propagación se realiza a través de esquejes o semillas.